# Hemigrammus geisleri
Hemigrammus geisleri är en fiskart som beskrevs av Axel Zarske och Jacques Géry 2007. Hemigrammus geisleri ingår i släktet Hemigrammus och familjen Characidae. Inga underarter finns listade i Catalogue of Life.